# Pouligny-Notre-Dame
Pouligny-Notre-Dame é uma comuna francesa na região administrativa do Centro, no departamento Indre. Estende-se por uma área de 33,05 km². Em 2010 a comuna tinha 706 habitantes (densidade: 21,4 hab./km²).